# هريم

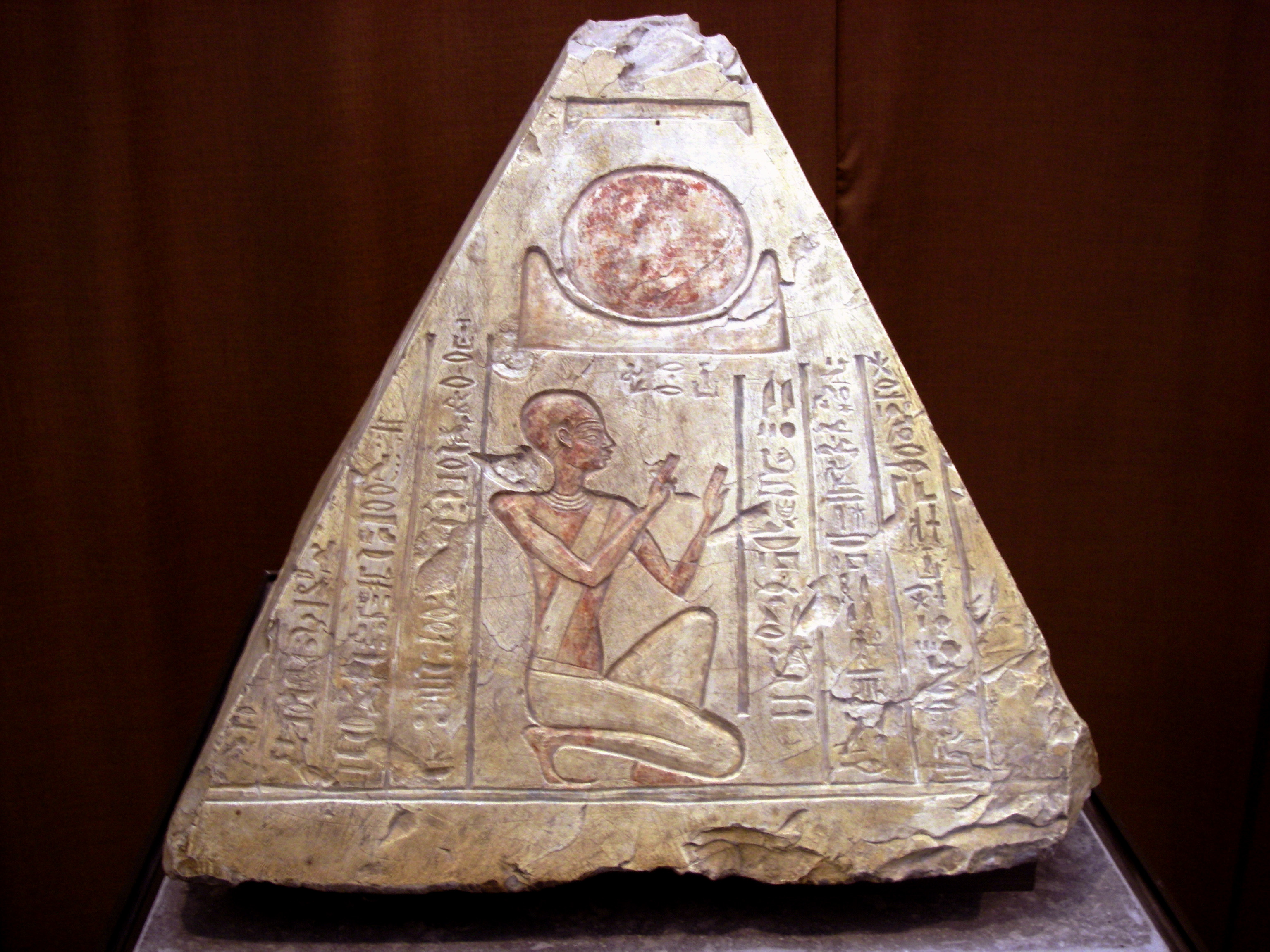
هريم من قبر الكاهن رير في أبيدوس، مصر. متحف هيرميتاج

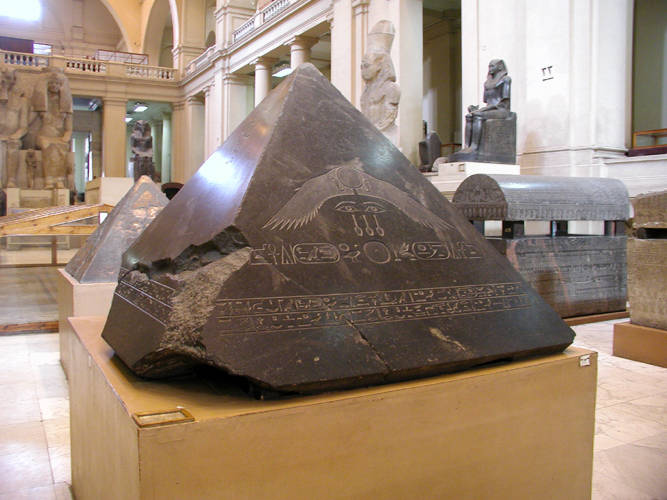
لقطة مقرّبة لهريم هرم أمنمحات الثالث في دهشور. المتحف المصري بالقاهرة.

الهُرَيْم هو قطعة علوية أو تتويج لهرم مصري أو مسلة. أشار متحدثو اللغة المصرية القديمة إلى الهريم وربطوا الهرم ككل بحجر بن بن المقدس. خلال عصر الدولة القديمة في مصر، كانت الأهرامات تصنع بشكل عام من الديوريت أو الجرانيت أو الحجر الجيري الناعم، ثم تغطى بالذهب أو الإلكتروم. خلال عصر الدولة الوسطى وحتى نهاية عصر بناء الأهرام، تم بناؤها من الجرانيت. كان الهرم «مغطى بورق الذهب ليعكس أشعة الشمس»؛ خلال عصر الدولة الوسطى في مصر، كانت الأهرامات في كثير من الأحيان «منقوشة بألقاب ملكية ورموز دينية».
لقد نجا عدد قليل جدًا من الأهرام في العصر الحديث. معظم ما تبقى من الجرانيت الأسود المصقول، منقوش باسم صاحب الهرم. توجد أربعة أهرامات أكبر مجموعة في العالم في القاعة الرئيسية بالمتحف المصري في القاهرة. ومن بين هذه الأهرامات هرم ما يسمى بالهرم الأسود لأمنمحات الثالث في دهشور وهرم خنجر بسقارة.
أعيد بناء هرم من الحجر الجيري الأبيض طرة تضرر بشدة، ويعتقد أنه صنع لهرم سنفرو الأحمر في دهشور، وهو معروض في الهواء الطلق بجانب هذا الهرم؛ ومع ذلك، فإنه يمثل لغزًا بسيطًا، حيث إن زاوية ميله أكثر حدة من زاوية الصرح الذي يبدو أنه بُني لتجاوزه.

## خاصة أهرامات الطوب ذات الهريمات
خلال عصر الدولة الحديثة، تم تمييز بعض المقابر الخاصة الموجودة تحت الأرض على السطح بواسطة أهرام صغيرة من الطوب تنتهي في الأهرامات. تضمنت الجوانب الأربعة الجانبية نصوصًا ومشاهدًا تتعلق بعبادة إله الشمس (كتمثيل لفرعون).
تصور المشاهد عادةً مسار الشمس، وهي تشرق على وجه جانبي، وتغيب على الوجه الآخر، وتنتقل خلال الليل عبر العالم السفلي، يحكمه أوزوريس.

### هرم موسي
| Y4 | F31 | S29 |

| Y4 | F31 | S29 |

هرم موس (المملكة الحديثة، الأسرة التاسعة عشر، 1250قبل الميلاد، الحجر الجيري، 53سم) يصور نفسه يقدم قربانًا، واسمه على وجهين متقابلين. ويظهر على الوجهين المتقابلين قرد البابون: «يصرخ عند طلوع الشمس ويوم النهار». (قرد البابون هو أيضا تمثيل إله الكاتب من الكاتب، للإله تحوت).

### هرم بتحمويا
هرم بتحمويا (الأسرة التاسعة عشر، فترة الرعامسة، حوالي 1200 قبل الميلاد، الحجر الجيري، عرض 28سم، طول 42سم) بالمثل المشاهد المتعلقة بالشمس. يظهر إله الشمس، رع هوراختي، وإله العالم السفلي، أوزوريس، على وجه جانبي واحد.

## معرض صور

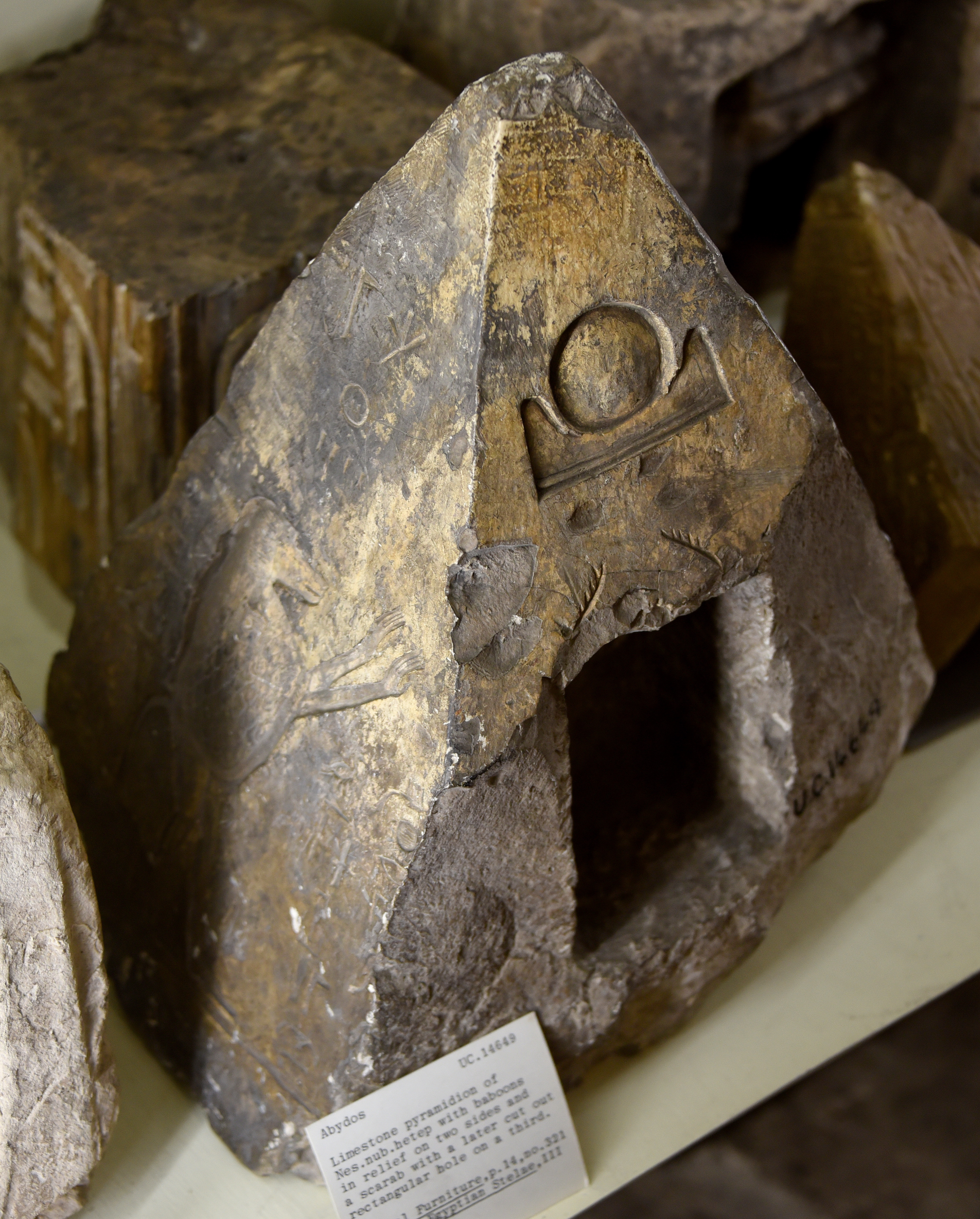
هريم هرم نيسنوبهوتب، أعلى نصب تذكاري لمصلى من الحجر الجيري. جعران وعشق البابون في الإغاثة. الأسرة السادسة والعشرون. من أبيدوس، مصر. متحف بيتري للآثار المصرية، لندن.
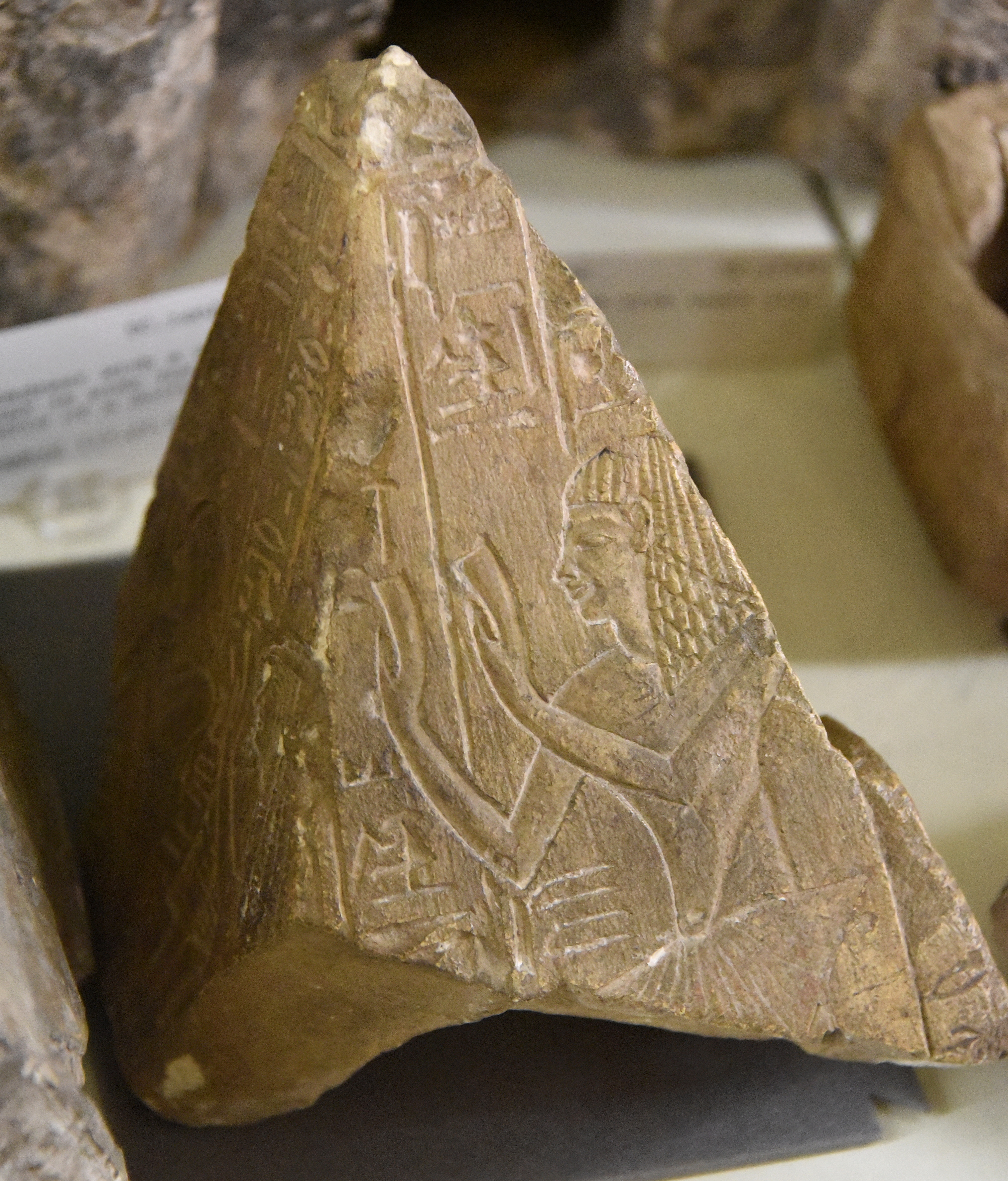
هريم هرم نب آمون. ربما أعلى لوحة. حجر الكلس. الأسرة التاسعة عشر. من مصر. اشتريت في طيبة ولكن من المحتمل أنها جاءت من دير المدينة. متحف بيتري للآثار المصرية، لندن.
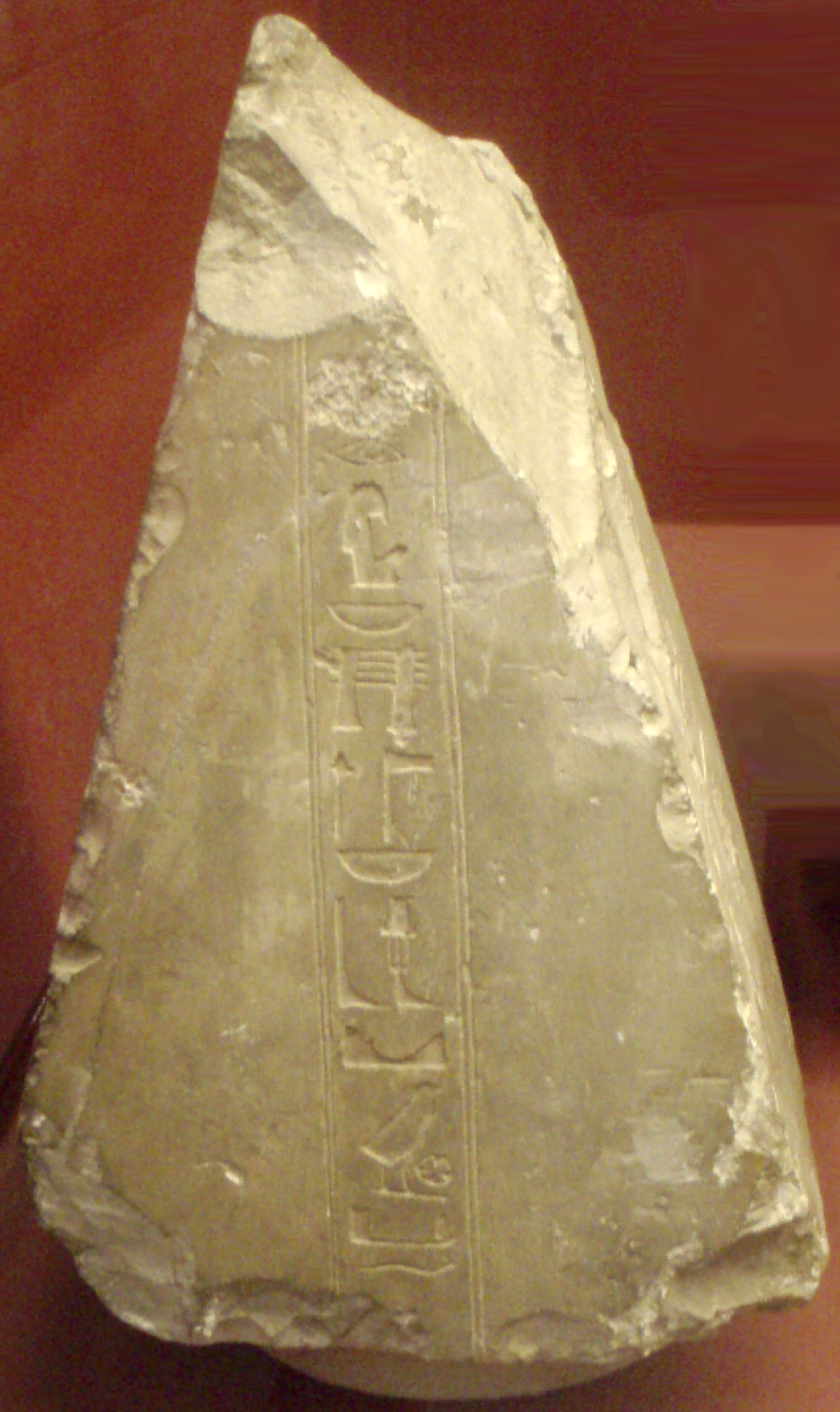
هرم مقبرة خاص مصنوع من الحجر الجيري بالمتحف المصري
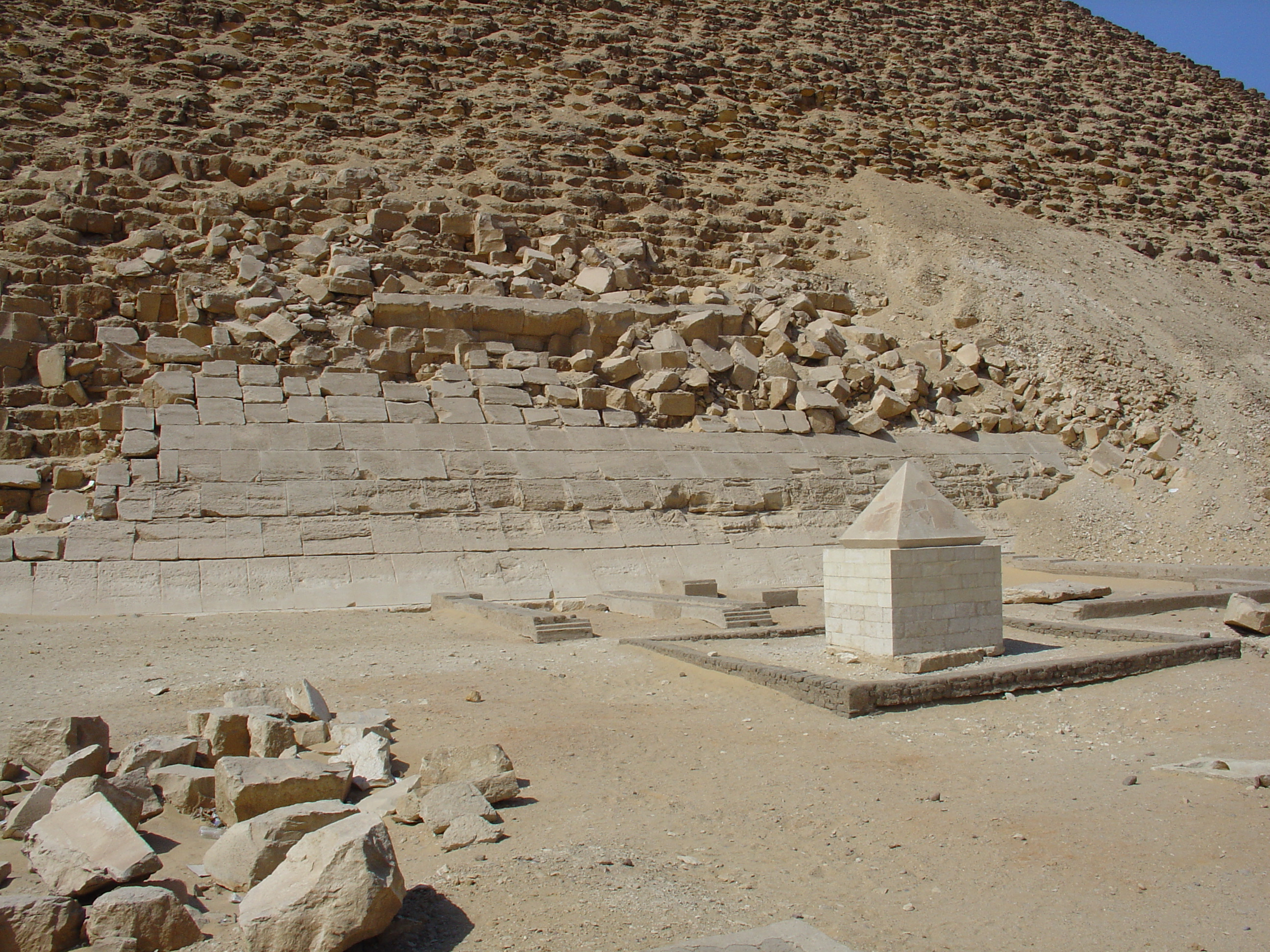
هريم الهرم الأحمر المرمم بدشور المعروض بجانب الهرم.